# Muse (EP)
Muse es el EP debut de la banda británica homónima de rock alternativo. Este lo produjo Paul Reeve, se grabó en 1997 en los Sawmills Studio y Dangerous Records, discográfica del estudio, lo publicó el 11 de mayo de 1998. Tres canciones del material, «Overdue», «Cave» y «Escape», se regrabaron para el álbum debut del grupo, Showbiz. Asimismo, la misma versión de «Coma» fue lado b del sencillo «Cave».

## Información
El EP fue grabado en tan solo dos días gracias a que en su momento Sawmills Studio estaba ofreciendo tiempo gratis en el estudio. 999 copias del EP fueron lanzadas, cada una con una etiqueta numerada a mano por Matthew Bellamy. Otras copias sin numerar fueron dadas a las estaciones de radio y periodistas, mientras que las copias numeradas se vendieron a través de pedidos por correo y en las tiendas de discos independientes, incluyendo KMA en Torquay y Solo en Exeter.
El EP fue grabado en 1997, masterizado en febrero de 1998, y lanzado el 11 de mayo de 1998 bajo el sello de Dennis Smith, Dangerous Records. Las grabaciones del EP se diferencian de las que salieron en Showbiz, por ejemplo, «Overdue» es más larga y cuenta con más coros. Muse es muy buscado por los aficionados y coleccionistas al igual que sus otros EP, que en eBay pueden alcanzar precios en el orden de varios cientos de libras esterlinas. Dominic Howard diseñó la ilustración fotocopiando su propia cara. 
Se mantiene una leyenda urbana en torno a un panfleto que incluye la palabra Muse y una ilustración similar a la de la carátula del EP, que puede ser visto en una escena del filme Doce monos, estrenado en 1995, tres años antes del lanzamiento del EP.

## Prelanzamiento
Al igual que con Muscle Museum EP, fue hecho un CD-R promocional del estudio de grabación de Sawmills. Un falso vinilo de siete pulgadas también fue hecho. Esto ha sido confirmado como un elemento fraudulento por Dennis Smith, en los Sawmills Residential Recording. Esta versión de vinilo tuvo el mismo código de barras que la versión de CD, indicando además esto.

## Demo de Sawmills
En enero de 2009, una maqueta no oficial con las cuatro canciones del EP fue puesto en venta en eBay. La versión de «Escape» del casete se diferencia un poco de la versión del EP, aunque el resto de las canciones son similares. Esto puede indicar que las pistas en el casete son versiones sin masterizar de las canciones que aparecen en el EP. El casete fue copiado del estudio por Matthew Bellamy por el vendedor, con quien fue al Coombeshead College.

## Ediciones
Todas las canciones escritas y compuestas por Matthew Bellamy.

| CD  |           |          |  |
| N.º | Título    | Duración |  |
| 1.  | «Overdue» | 4:09     |  |
| 2.  | «Cave»    | 4:44     |  |
| 3.  | «Coma»    | 3:34     |  |
| 4.  | «Escape»  | 3:20     |  |

| CD-R promocional de Sawmills |                           |          |  |
| N.º                          | Título                    | Duración |  |
| 1.                           | «Overdue»                 | 4:09     |  |
| 2.                           | «Cave»                    | 4:44     |  |
| 3.                           | «Coma»                    | 3:34     |  |
| 4.                           | «Escape Your Meaningless» | 3:20     |  |

| Maqueta de Sawmills |                           |          |  |
| N.º                 | Título                    | Duración |  |
| 1.                  | «Escape Your Meaningless» | 3:20     |  |
| 2.                  | «Overdue»                 | 4:09     |  |
| 3.                  | «Coma»                    | 3:34     |  |
| 4.                  | «Cave»                    | 4:44     |  |

## Personal
- Matthew Bellamy: voz, guitarra, piano y producción.
- John Cornfield: mezcla en «Overdue» y «Escape».
- Chris Davison: fotografía.
- Dominic Howard: batería, percusión, carátula y producción.
- Paul Reeve: producción y mezcla en «Cave» y «Coma».
- Christopher Wolstenholme: bajo, coros y producción.